# Fem löser grottmysteriet
Fem löser grottmysteriet är en brittisk film från 1964 i 6 delar, baserad på romanen Fem löser en gåta (originaltitel: Five Have a  Mystery to Solve) av Enid Blyton.
Det var andra filmen om de Fem som spelades in av  Children's Film Foundation. I filmen väntar illasinnade jägare, farliga klippor, underjordiska gångar med gömda skatter, men också  bullar och chokladmjölk, på de fem som tillsammans med Wilfred utforskar mysterierna på den kusliga Whispering Island . Filmen har aldrig visats på tv, utan bara på biografer och den finns på DVD.

## Medverkande
- David Palmer - Julian
- Darryl Read som Dick
- Mandy Harper - George
- Paula Boyd - Anne
- Michael Wennink - Wilfred
- Michael Balfour - Emilio
- Robin Hunter - Carlo
- Keith Pyott - Sir Hugo Blaize
- Grace Arnold
- Howard Douglas
- Diane Powell - Sally